# Finn Wittrock
Finn Wittrock (Lenox (Massachusetts), 28 oktober 1984) is een Amerikaans acteur.

## Biografie
Wittrock is opgegroeid in een gezin waarvan de vader actief was als toneelacteur en stemleraar. Hij studeerde af aan de Juilliard School in New York, en begon met acteren in off-Broadway theaters. Hij speelde eenmaal op Broadway, in 2012 speelde hij de rol van Happy in het toneelstuk Death of a Salesman. 
Wittrock begon in 2003 met acteren voor televisie in de televisieserie Cold Case, waarna hij nog meerdere rollen speelde in televisieseries en films. Hij is vooral bekend van zijn rol als Damon Miller in de televisieserie All My Children waar hij in 122 afleveringen speelde (2009-2011). 

## Filmografie

### Films
Uitgezonderd korte films.
- 2024: Don't Move - als Richard
- 2023: Origin - als August Landmesser
- 2023: Downtown Owl - als coach Laidlaw
- 2022: Luckiest Girl Alive - als Luke Harrison
- 2022: Deep Water - als Tony Cameron
- 2021: A Mouthful of Air - als Ethan Davis
- 2021: Long Weekend - als Bart
- 2019: Semper Fi - als Jaeger
- 2019: Judy - als Mickey Deans
- 2019: Plus One - als Steve
- 2019: The Last Black Man in San Francisco - als Clayton
- 2018: If Beale Street Could Talk - als Hayward
- 2018: Locating Silver Lake - als Seth
- 2018: Write When You Get Work - als Jonny Collins
- 2018: A Futile and Stupid Gesture - als Tim Matheson
- 2017: A Midsummer Night's Dream - als Demetrius
- 2017: Landline - als Nate
- 2016: La La Land - als Greg
- 2015: The Big Short - als Jamie Shipley
- 2015: The Submarine Kid - als Spencer Koll
- 2014: Unbroken - als Francis 'Mac' McNamara
- 2014: The Normal Heart – als Albert
- 2014: Noah – als jonge Tubal-cain
- 2014: Winter's Tale – als Gabriel
- 2010: Twelve – als Warren
- 2004: Halloweentown High – als Cody

### Televisieseries
Uitgezonderd eenmalige gastrollen.
- 2021: American Horror Story - als Harry Gardner - 6 afl.
- 2021: Red Frontier - als ?? - 11 afl.
- 2020: Ratched - als Edmund Tolleson - 8 afl.
- 2018: American Crime Story - als Jeffrey Trail - 10 afl.
- 2016: American Horror Story: Roanoke - als Jether Polk - 2 afl.
- 2015-2016: American Horror Story: Hotel - als Tristan Duffy / Rudolph Valentino - 9 afl.
- 2014-2015: American Horror Story: Freak Show - als Dandy Mott - 13 afl.
- 2013: Masters of Sex – als Dale – 4 afl.
- 2009-2011: All My Children – als Damon Miller – 122 afl.

- CiNii: DA19730836
- Gemeinsame Normdatei: 1212074823
- International Standard Name Identifier: 0000 0004 4880 1755
- Library of Congress Control Number: no2015049031
- Nationale Bibliotheek van Tsjechië: xx0258572
- Nationale Bibliotheek van Israël: 987007362212505171
- Virtual International Authority File: 315944342
- WorldCat: E39PBJwxGwkRCchXHGCpK69JjC